# Riva presso Chieri
Riva presso Chieri é uma comuna italiana da região do Piemonte, província de Turim, com cerca de 3.831 habitantes. Estende-se por uma área de 35 km², tendo uma densidade populacional de 109 hab/km². Faz fronteira com Chieri, Arignano, Mombello di Torino, Moriondo Torinese, Buttigliera d'Asti (AT), Villanova d'Asti (AT), Poirino.

## Demografia
| Variação demográfica do município entre 1861 e 2011                               |
|                                                                                   |
| Fonte: Istituto Nazionale di Statistica (ISTAT) - Elaboração gráfica da Wikipedia |